# Jirásek-Zuelzer-Wilson-Syndrom
Das Jirásek-Zuelzer-Wilson-Syndrom (meist auch kürzer Zuelzer-Wilson-Syndrom) ist eine nach ihren Beschreibern Wolf William Zülzer, James Leroy Wilson und Arnold Jirásek benannte spezielle Form einer angeborenen Aganglionose. Den betroffenen Menschen fehlen von Geburt an die Nervenzellen (Plexus myentericus) in der Wand des gesamten Colons, eventuell auch Teilen des Ileums. Dies bedingt eine Passagestörung des Stuhlgangs im Dickdarm und eine Darmerweiterung (Megacolon).
Die Betroffenen zeigen meist bereits im Säuglingsalter einen aufgetriebenen Bauch und Stuhlentleerungsprobleme. Das Mekonium wird nach der Geburt verspätet abgesetzt. Die Diagnose wird durch Röntgen und Untersuchung von Gewebeproben aus dem Dickdarm gestellt. Nach Diagnosestellung wird häufig ein Anus praeter angelegt. Die operative Herstellung einer ausreichenden Stuhlpassage ist schwierig, z. T. werden größere Anteile des Dickdarmes entfernt.